# Paulhenc
Paulhenc è un comune francese di 265 abitanti situato nel dipartimento del Cantal nella regione dell'Alvernia-Rodano-Alpi.
Nel territorio comunale il fiume Hirondelle confluisce nel fiume Brezons.

## Società

### Evoluzione demografica
Abitanti censiti